# Nombre d'Arrhenius
Le nombre d'Arrhenius (γ), est un nombre sans dimension utilisé en cinétique chimique et plus particulièrement en analyse de sécurité des procédés chimiques. Il permet d'apprécier la sensibilité de l'intensité d'une réaction chimique à la température à laquelle elle se produit, dite température de réaction, l'intensité étant ordinairement proportionnelle à cette température.
Ce nombre porte le nom de Svante August Arrhenius, chimiste suédois.
On le définit de la manière suivante :
{\displaystyle \gamma ={\frac {E_{\text{a}}}{R\cdot T}}}
avec :
- R, constante universelle des gaz parfaits ;
- Ea, énergie d'activation de la réaction chimique ;
- T, température de réaction.

Plus le nombre d'Arrhenius est grand, plus la réaction est sensible à la température. Cela indique un danger d'emballement de réaction et qu'un strict suivi de la température est nécessaire pour éviter une perte de contrôle de la réaction chimique.